# هيدرات الميثان

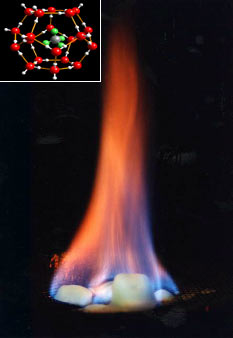
تلقب هذه المادة بـ«الثلج المحترق» فتظهر في الصورة عملية احتراقها وتتساقط جزيئات الماء في الحالة السائلة. في أعلى اليمين البنية الجزيئية للكلاثرات

هيدرات الميثان أو كلاثرات الميثان له تركيبة شبيهة بجزيئات الجليد وصيغتة الجزيئية (CH4·5.75H2O) أو (4CH4·23H2O),لذا تتمع كترسبات في قاع المحيطات ويتكثف بها الميثان إلى درجة كبيرة. من المأمول أن توفر مصدرا رئيسا للطاقة المتجددة وقد تعرف الإنسان عليها حديثا. وتشير التقديرات إلى ضخامة الكميات المتواجدة من هذا الوقود مما يضاعف احتياطات العالم من الوقود بجانب المصادر التقليدية النفط والغاز. وتعمل دول منها ألمانيا على وسائل للوصول إلى هذه المادة والاستفادة منها. ومن الدول التي تهتم بتطوير تقنيات لاستخراجه الصين اليابان.

## مخاوف
تتعدد العوائق أمام استخراجه، وتوجد مخاوف أيضا. فهذا الغاز من الغازات المضرة بالبيئة، وجزيئاته تتلاشى تلقائيا إذا لم يُبقى على الضغط المحيط بها شديد الارتفاع أثناء الاستخراج وبعده. إضافة إلى ذلك، يُخشى أن تتسبب عمليات الاستخراج المكثفة في تغيير أحوال الطبقات الصخرية مما قد يؤدي إلى حدوث كوارث كالتسونامي والزلازل.
وترتبط هذه المخاوف بشكل خاص بفرضية بندقية الكلثرات، التي تحذر من احتمالية إطلاق كميات كبيرة من الميثان المخزن في الهيدرات إلى الغلاف الجوي، مما قد يؤدي إلى تسارع غير متوقع في الاحترار العالمي.

## اقرأ أيضاً
- مركب قفصي